# الخيرات الحسان في مناقب الإمام الأعظم أبي حنيفة النعمان
الخيرات الحسان في مناقب الإمام الأعظم أبي حنيفة النعمان للإمام أحمد بن حجر الهيتمي المكي (ت 974هـ) كتاب يتناول ترجمة الإمام أبي حنيفة النعمان (ت 150هـ)، ويذكر مناقبه مثل الكرم، والزهد والورع، والأمانة، ووفور العقل، والفراسة، ويتطرق إلى محنته لمّا أرادوا توليته الوظائف الجليلة كالقضاء وبيت المال فامتنع، ثم يبين سنده في القراءة وسنده في الحديث، وسبب وفاته وتاريخها، ويرد على من قدح في أبي حنيفة بتقديمه القياس على السنة، وغير ذلك من الأقاويل.

## سبب تصنيف الكتاب
يقول الإمام ابن حجر الهيتمي في مقدمة الكتاب: